# 克里米亞社會主義蘇維埃共和國

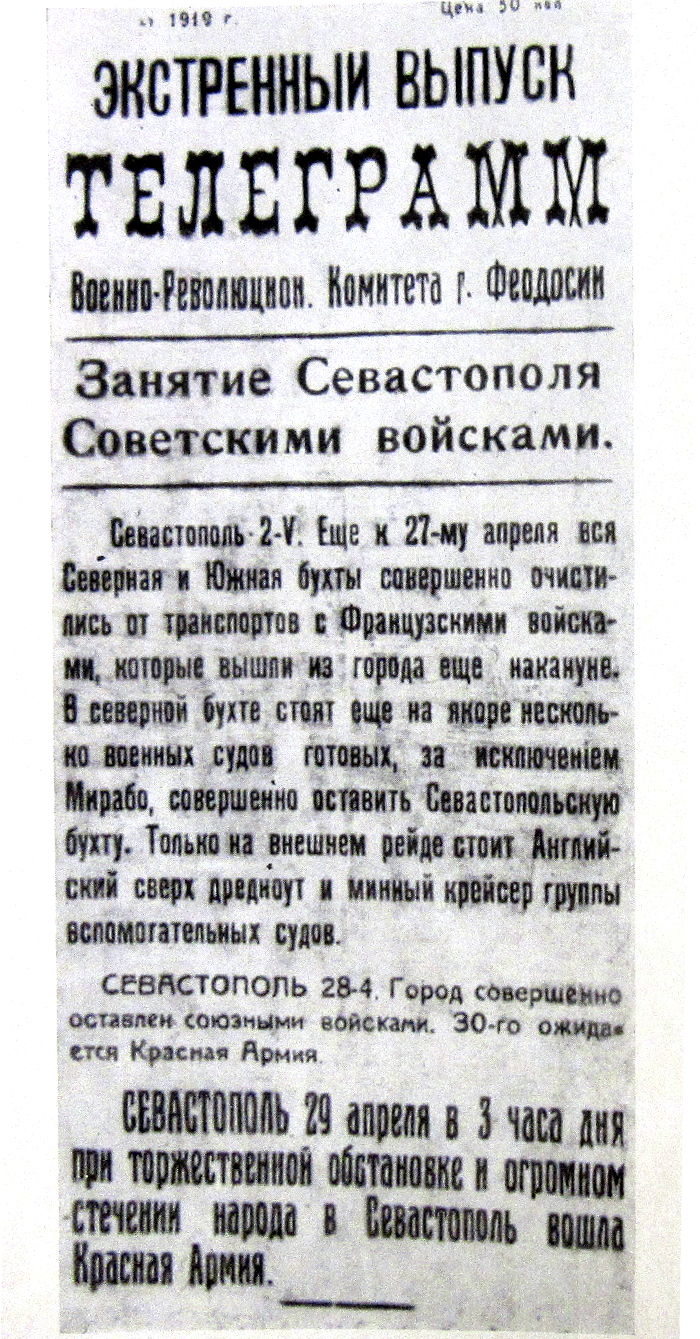
关于1919年4月28日—5月协约国军队从克里米亚港口撤离以及红军占领克里米亚的说明

克里米亞社會主義蘇維埃共和國（俄语：或俄语：）是1918年期間曾經在克里米亞半島存在的一個國家。1919年4月，布爾什維克攻入克里米亞半島，並在5月建立克里米亞社會主義蘇維埃共和國。然而在5月底時白軍登陸克里米亞並佔領克里米亞全境，該政權隨之瓦解。